# Capilla Flamenca
Capilla Flamenca è un ensemble vocale e strumentale belga specializzato nell'esecuzione di musica rinascimentale, in particolare della Scuola franco fiamminga del XVI secolo. Il quartetto vocale è stato diretto da Dirk Snellings (1959-2014), (basso) fino alla sua morte. Gli altri componenti sono Marnix De Cat (controtenore), Tore Tom Denys (tenore) e Lieven Termont (baritono). 
Il nome dell'ensemble deriva dalla Capilla Flamenca fondata da Carlo V, il quale quando decise di lasciare i Paesi Bassi nel 1517, scelse alcuni dei migliori cantori per accompagnarlo nel suo viaggio verso la Spagna. Costoro divennero poi i componenti della Capilla Flamenca.
Il 4 novembre 2013, il consiglio d'amministrazione dell'ensemble decise di porre fine all'attività della Capilla Flamenca.

## Discografia
- ? - Het studentenleven anno 1570. Eufoda 1071 (33 giri)
- 1993 - Puer nobis. Noël de la Renaissance. Eufoda 1147.
- 1993 - Polyphonie de la Renaissance à Bruges. Chansonnier de Zeghere van Male. Eufoda 1155.
- 1995 - Zingen en spelen in Vlaamse steden en begijnhoven. Eufoda
- 1996 - Pierre de la Rue: Messa Alleluia. Eufoda 1232.
- 1996 - Oh Flanders Free. Musica fiamminga del Rinascimento: Ockeghem, Josquin, Susato, La Rue. Alamire LUB 03, Naxos 8.554516.
- 1997 - Sei Willekomen. Capilla Flamenca et Flanders Recorder Quartet. Eufoda 1256.
- 1998 - Bassano: Viva L'Amore. Capilla Flamenca y Flanders Flauta dulce Quartet. Opus 111 30-239.
- 1998 - Margherita - Massimiliano I. Musique de 1500. Capilla Flamenca avec "La Caccia", "Knaben der Schola Cantorum Cantate Domino Aalst", "Schola Gregoriana Lovaniensis".ORF Shop CD 265 (2 CDs).
- 1999 - The A-La-Mi-Re Manuscripts. Flemish Polyphonic Treasures for Carlo V: Josquin, De la Rue, Willaert. Naxos Records 8.554744.
- 1999 - I Fiamminghi - V. Johannes Brassart: In festo Corporis Christi. Ricercar 233362.
- 2000 - Jean de Castro: Polyphony in a European Perspective avec More Maiorum, Piffaro, The Renaissance Band, Trigon-Project, Wim Diepenhorst et Bart Demuyt. Passacaille 931.
- 2001 - Resonanzen 2001. Viva España. Capilla Flamenca et autres. ORF "Édition Alte Musik" CD 281.
- 2001 - The Flemish Orgues Heritage. Capilla Flamenca y A. van den Kerckhoven. Naxos 8.555809
- 2001 - Arnold de Lantins : Missa Verbum Incarnatum. Capilla Flamenca avec Psallentes et Clari Cantuli. Ricercar 207.
- 2002 - La Rue: Missa de septem doloribus. Capilla Flamenca et Psallentes. Musique en Wallonie 0207.
- 2002 - Musica reservata. Endangered Sounds. Capilla Flamenca et Psallentes. Alamire Foundation 2002
- 2002 - Sebastián de Vivanco: Libro de Motets (1610). Capilla Flamenca et Oltremontano. LCD 9706.
- 2002 - Johannes Prioris: Requiem. Eufoda 1349.
- 2003 - Foi. Ars nova, Tradition orale, traditional music and more. CAPI 2003
- 2003 - Alexander Utendal / De Monte: Motets. Capilla Flamenca et Oltremontanto. Passacaille 937.
- 2003 - Canticum Canticorum. In Praise of Love: The Song of Songs in the Renaissance. Eufoda 1359.
- 2004 - Zodiac. Ars Nova and Ars subtilior in the Low Countries and Europe. Eufoda 1360.
- 2004 - Obrecht: Chansons, Songs, Motets. Junto con Piffaro, The Renaissance Band. Eufoda 1361.
- 2005 - Priest and Bon Vivant. Sounds of the City of Louvain from the XVI siecle. Travaux de Clemens non Papa et de ses contemporains. Capilla Flamenca et La Caccia. Etcetera 1287.
- 2005 - Dulcis Melancholia. Biographie musicale de Marguerite d'Autriche. Musique en Wallonie MEW 525.
- 2005 - La Rue: Missa Ave Maria, Vespers. Capilla Flamenca et Psallentes. Musique en Wallonie 0633.
- 2006 - Concentu melodiae. K.U.Leuven 96-01
- 2006 - Lumina. Christmas Around The 1500s. Capilla Flamenca et Pueri. Eufoda 1366.
- 2006 - Flemish and Walloon Organ Treasure, Volume 4. Capilla Flamenca et Joris Verdin. Vision-Air 2006/1.
- 2007 - Désir d'aymer. Love Lyrics Around 1500, from Flanders to Italy.. Eufoda 1369.
- 2007 - Salve Mater, Salve Jesu. Chant and Polyphony from Boemia around 1500. Capilla Flamenca et la Schola Gregoriana Pragensis avec Barbara Maria Willi. Etcetera ETC 1346.
- 2007 - Lambert de Sayve: Missa Dominus Regnavit / Motets. Capilla Flamenca et Oltremontano. Etcetera 4022
- 2008 - Machaut : Orfèvre de la Polyphonie, avec l'Ensemble Syntagma. Krediet Bank of Luxembourg.
- 2008 - Bellum & Pax. Missa L'homme armé / Da Pacem. Obrecht / Josquin / La Rue. Capilla Flamenca junto con Oltremontano y Psallentes. Eufoda 1372.
- 2009 - En un gardin. Les quatre saisons de l'Ars Nova. Musique en Wallonie 0852.
- 2010 - Lassus : Bonjour mon cœur. Ricercar 290.
- 2010 - Alexander Agricola. Missa In myne zyn. Ricercar 306.
- 2011 - Heinrich Isaac. Ich muss dich lassen. Capilla Flamenca et Oltremontano. Ricercar 318.
- 2011 - Espris d'amours. Musique en Wallonie 1157.
- 2012 - 12x12, A Musical Zodiac, K. Stockhausen - Tierkreis, Ars Nova & Ars Subtilior, en collaboration avec Het Collectief, Et'cetera/Klara 4042.
- 2012 - Adriaen Willaert, Vespro della Beata Virgine, Ricercar 325.